# Chroicoptera longa
Chroicoptera longa es una especie de mantis de la familia Mantidae.

## Distribución geográfica
Se encuentra en Sudáfrica.